# 海山里 (新竹市)
海山里為台灣新竹市香山區轄下之一里，位於新竹市郊西南部濱海，分為濱海的海山罟、汫水港，以及屬於竹東丘陵西端的低矮山地。
海山里西面臺灣海峽，西北端到海山漁港，北以海水川與朝山里為界以八股溝與大湖里為界，東部洴水港溪流域全屬海山里範圍，極東至天台修道院與香村里為界，與大湖里以創世紀公司為界，南以海山川與鹽水里為界。

## 聚落歷史
海山里係1946年由日治時代海山罟大字改制的里。1950年隨香山鄉的設立而改稱海山村；1982年再隨香山鄉併入新竹市而復名為海山里。

## 聚落型態
海山里靠海，生活皆與海洋息息相關，里境北側為新竹市第二大漁港──海山漁港。長興街為當地傳統聚落街道，其兩側以漁業及養殖蚵業為生。大湖路及鹿仔坑之里民以工農為主，有部份以畜養水鹿及鴕鳥，肉羊業為主。
里內的主要信仰中心為海山漁港的護港宮，臨海的保海宮、水蓮宮。
在海山漁港南側有阿美族聚落，那魯灣部落共23戶，為1982年自臺東縣的美拉魯灣社所遷入。